# Кобиля (Шолданештський район)
Кобиля (рум. Cobîlea) — село у Шолданештському районі Молдови. Утворює окрему комуну.

## Населення
За даними перепису населення 2004 року у селі проживали 2986 осіб.
Національний склад населення села:
| Національність       | Кількість осіб | Відсоток   |
| -------------------- | -------------- | ---------- |
| молдавани румуни     | 2938 9         | 98,4% 0,3% |
| українці             | 25             | 0,8%       |
| росіяни              | 10             | 0,3%       |
| гагаузи              | 1              | < 0,1%     |
| болгари              | 1              | < 0,1%     |
| інша / без відповіді | 2              | 0,1%       |
| Всього               | 2986           | 100%       |